# Paul Latawski
Paul Chester Latawski (1954) es un historiador y editor británico.
Es autor de obras como Great Britain and the rebirth of Poland 1914-1918 (1986), The security route to Europe: the Visegrad four (1994), The Transformation of the Polish Armed Forces: Preparing for NATO (1999), The Kosovo Crisis and the Evolution of Post-Cold War European Security (2003), junto a Martin A. Smith, Falaise Pocket: defeating the German Army in Normandy (2004), o The inherent tensions in military doctrine (2011), entre otras.
Ha sido editor de trabajos como The Reconstruction of Poland, 1914-23 (1992), Contemporary Nationalism in East Central Europe (1995) o Exile Armies (2005), junto a Matthew Bennett, entre otros.